# Wollaston (jezioro)
Wollaston (ang. Wollaston Lake) – jezioro w Kanadzie. Położone w północno-wschodniej części prowincji Saskatchewan.
- Powierzchnia: 2681 km²
- Wymiary: 113 × 40 km
- Wysokość: 390 m n.p.m.